# أخدر فارسي
الأخدر الفارسي (الاسم العلمي: Equus hemionus onager)، يُطلق عليه أيضًا الفرأ الفارسي، هو نويع من الأخدر موطنه إيران. أُدْرِجَ على أنه مهدد بالانقراض، مع وجود ما لا يزيد عن 600 فرد في البرية و 30 فردًا فقط يعيشون داخل مؤسسات أمريكا الشمالية.